# Herb archidiecezji krakowskiej

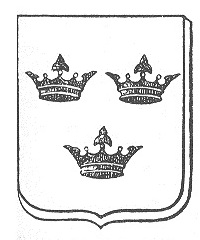
Herb Aaron

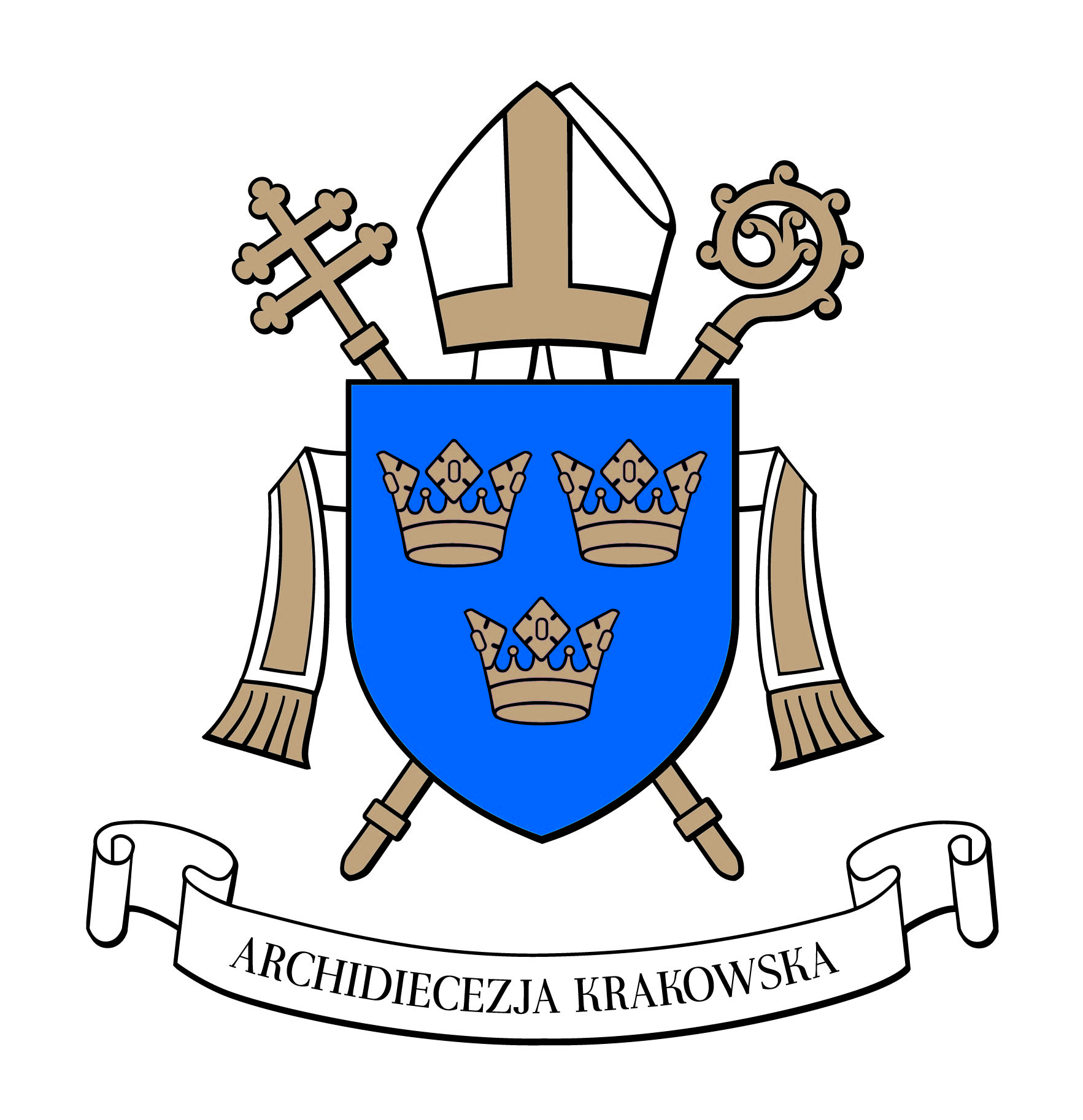
Herb archidiecezji krakowskiej - wariant podstawowy

Stary Herb Galicji

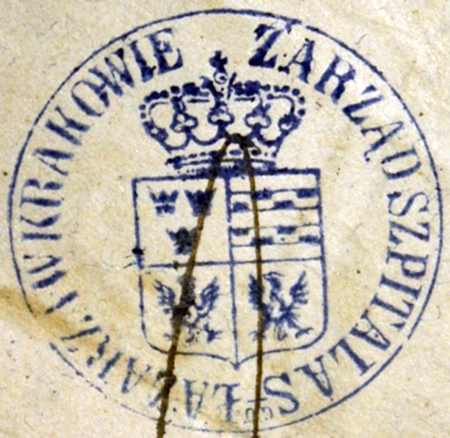
Herb Galicji i Lodomerii na pieczęci szpitala Św. Łazarza w Krakowie z pierwszych lat XX wieku

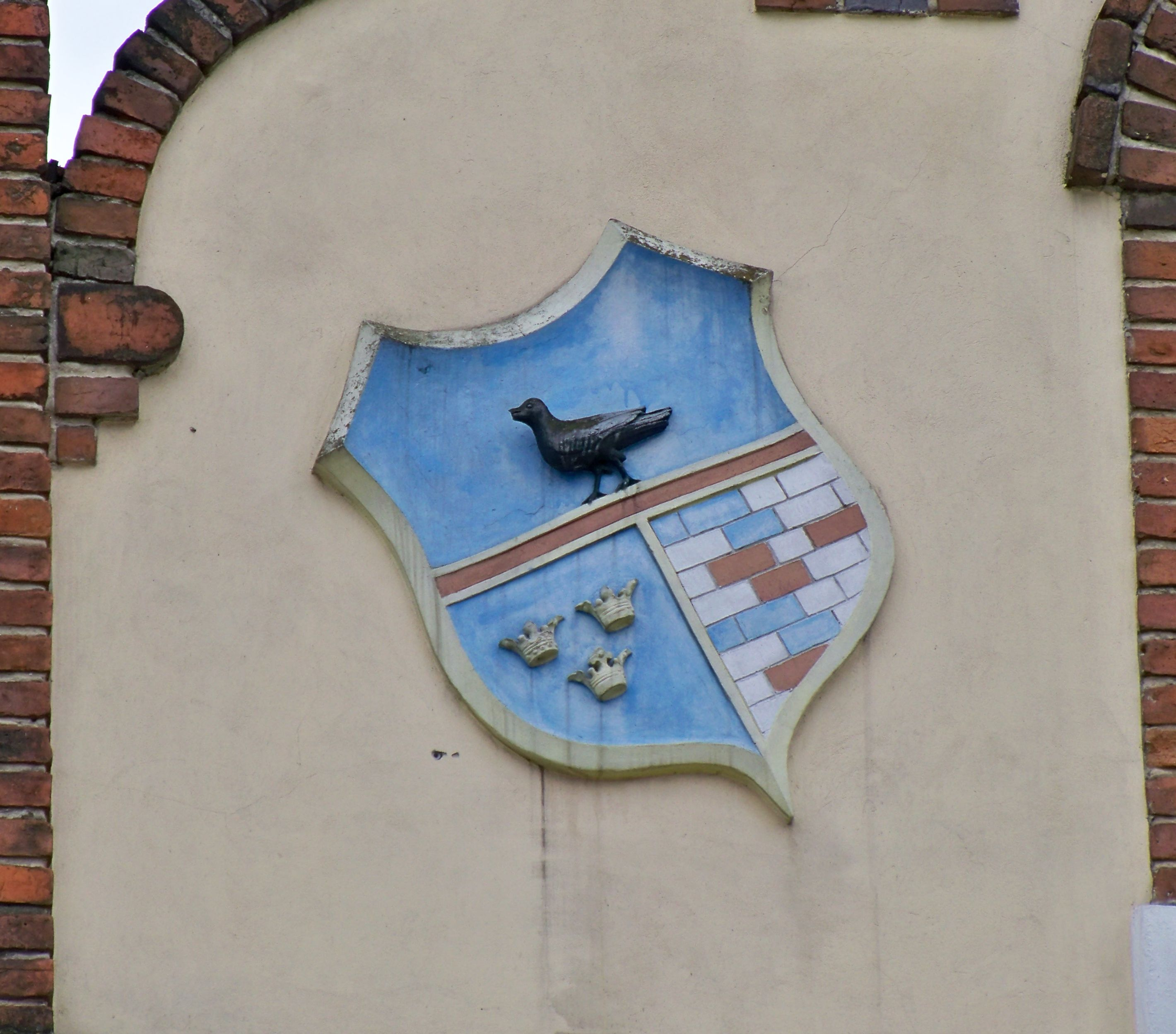
Herb Galicji w Sokołowie Małopolskim

Nowy Herb Galicji

Herb archidiecezji krakowskiej – w polu błękitnym trzy korony złote w układzie 2 i 1. Tarcza zwieńczona infułą srebrną ze złotym obszyciem, dwoma złoto (od zewnątrz) - srebrnymi (od środka) fanonami ze złotymi frędzlami. Pod tarczą skrzyżowane: podwójny krzyż i pastorał złoty. Pod tarczą może być umieszczony napis ARCHIDIECEZJA KRAKOWSKA (na szarfie lub bez). Herb archidiecezji jest tożsamy ze średniowiecznym herbem Kapituły Krakowskiej.
Projekt graficzny herbu stworzyła dr Barbara Widłak z uwzględnieniem konsultacji historyczno-heraldycznych dra hab. Wojciecha Drelicharza.

## Herb w czasach zaborów
Herb Kapituły Krakowskiej stał się elementem zarówno starego, jak i nowego herbu Królestwa Galicji i Lodomerii. Dlatego pojawiał się zarówno w herbach węgierskich, jak i w herbach austriackich.
Herb Galicji i Lodomerii w herbie Cesarstwa

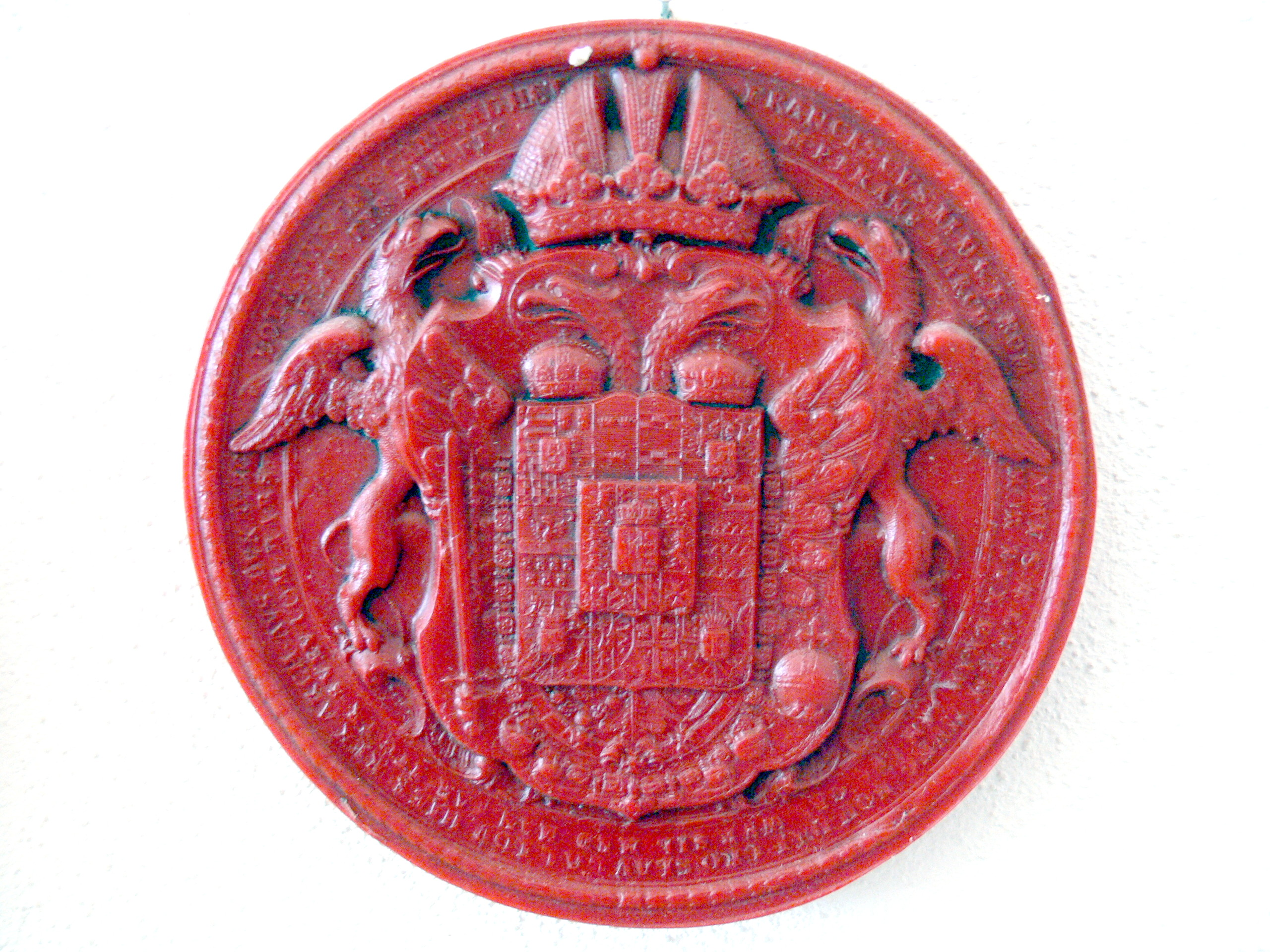
Pieczęć z 1792
Herb z 1805
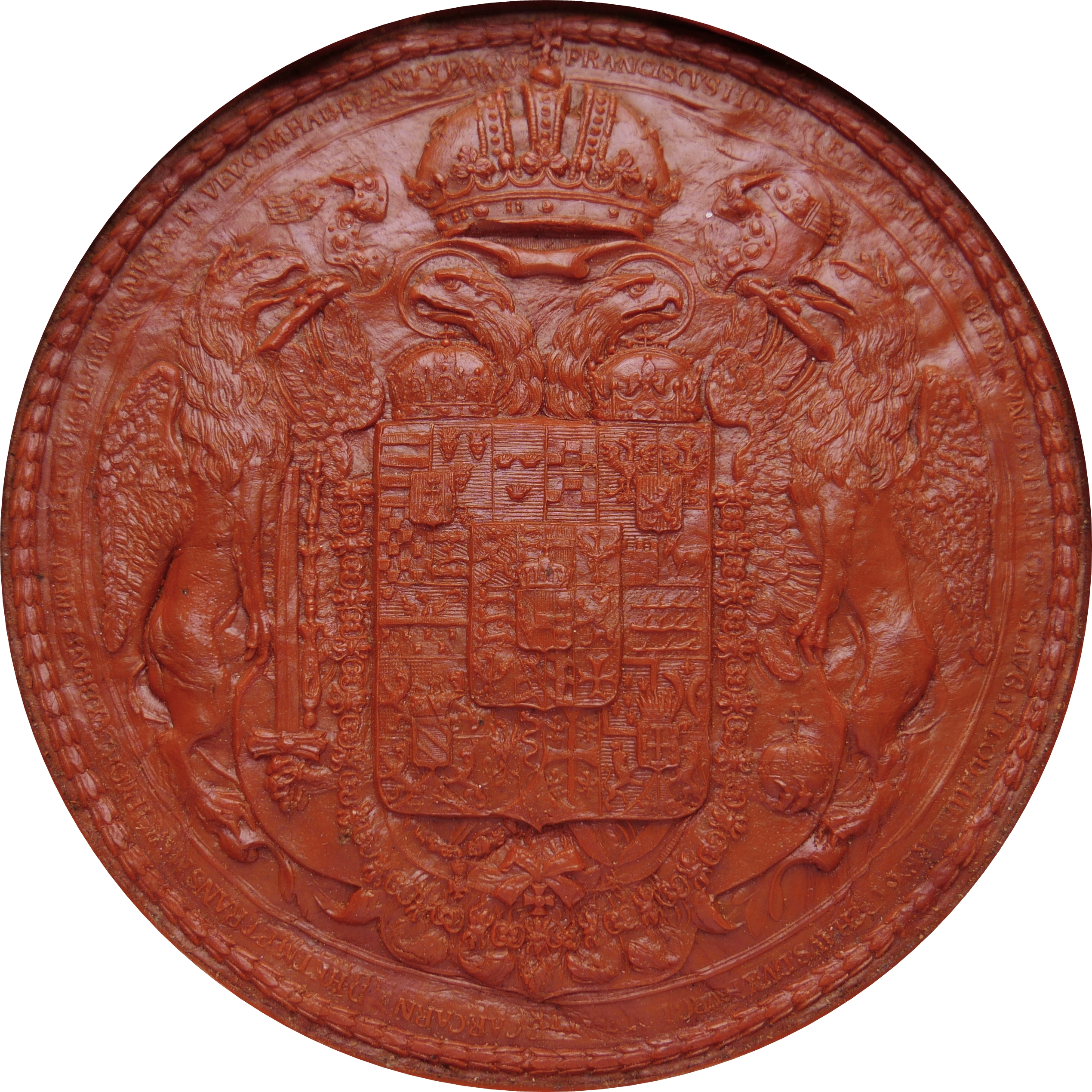
Pieczęć z 1810
Herb z 1846
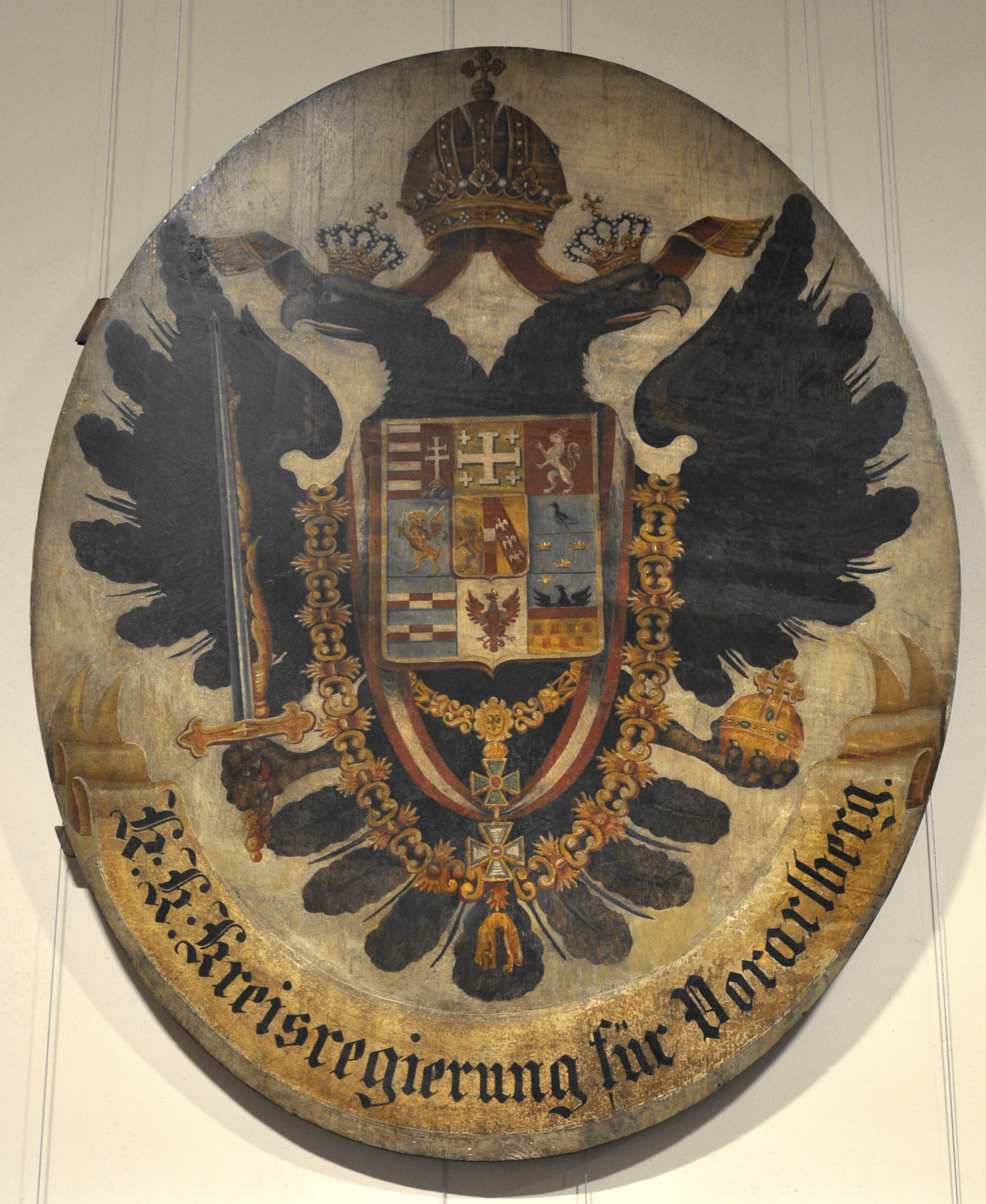
Herb z 1850
Herb z 1867
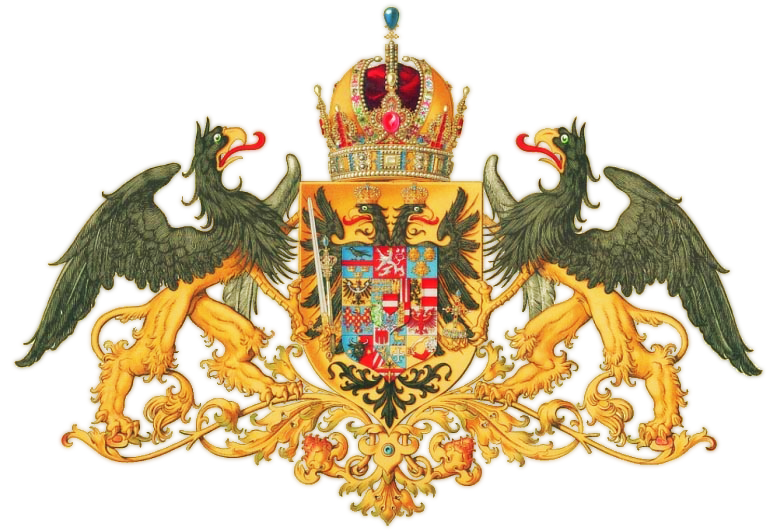
Herb z 1915
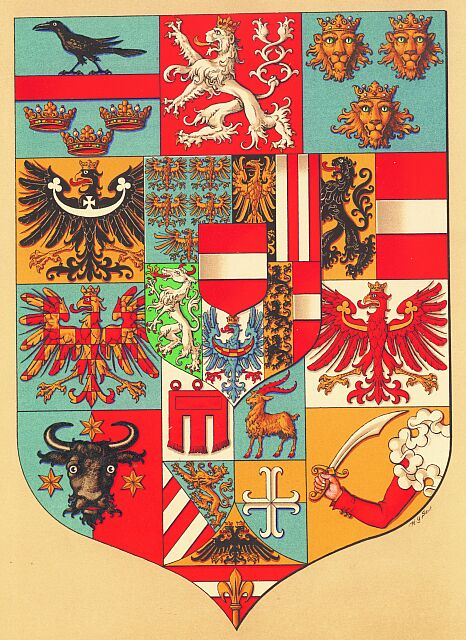
Tarcza sercowa z 1915

Herb Galicji i Lodomerii w herbie Węgier

Pieczęć Marcina Korwina
Herb z 1777
Herb z 1849